# Слобода (Химовский сельсовет)
Слобода́ (бел. Слабада ) — деревня в составе Химовского сельсовета Бобруйского района Могилёвской области Республики Беларусь.

## Географическое положение
Слобода находится в 13 км на восток от города Бобруйска при автомобильной дороге Ивацевичи-граница Российской Федерации (Звенчатка).

## Население
- 1897 год — 345 человек
- 1907 год — 381 человек
- 1917 год — 338 человек
- 1986 год — 400 человек
- 2007 год — 296 человек
- 2014 год — 253 человека

## История
Впервые упоминается в 1621 году, село в Бобруйском старостве Речицкого повета Минского воеводства Речи Посполитой, собственность казны. После II-го раздела Речи Посполитой с 1793 года в составе Российской империи. В 1857 году деревня при озере Долгий Рог, 14 человек православного вероисповедания, прихожане Николаевской церкви села Павловичи. Согласно переписи 1897 года село Долгорожская Слобода Бортниковской волости Бобруйского уезда Минской губернии, 39 дворов. В 1913 году деревня разбита на 56 хуторов. В 1921 году в Слободе открыта трудовая школа 1-й ступени. Школа размещена в национализированном здании. В 1925 году в школе занимались 64 ученика, действовал пункт по ликвидации неграмотности среди взрослых. В августе 1931 года 12 крестьянских хозяйств организовали колхоз имени Блюхера. Во время Великой Отечественной войны 100 односельчан погибли на фронте. В 1986 году в деревне 138 домохозяйств, в составе совхоза "Путь Ленина", хозяйственный двор, фермы КРС и свиноводческая, мастерская по ремонту сельскохозяйственной техники. Работают отделение связи, начальная школа, клуб, библиотека, детский сад-ясли, магазин.
| год                | 1857       | 1897 | 1907 | 1917 | 1926 | 1986 | 1997 | 2007 | 2014 |
| ------------------ | ---------- | ---- | ---- | ---- | ---- | ---- | ---- | ---- | ---- |
| количество дворов  | нет данных | 39   | 57   | 50   | 76   | 138  | 139  | 126  | 111  |
| количество жителей | 14         | 345  | 381  | 338  | 366  | 400  | 378  | 296  | 253  |

## Памятники истории
Памятник землякам находится в центре деревни. В память о ста земляках, погибших во время Великой Отечественной войны. Памятник - стела, с двух сторон которой, бюсты солдата и женщины. Установлен в 1976 году.

## Планировка
Планировка деревни квартальная. Три главные параллельные улицы ориентированы с северо-запада на юго-восток под углом к автомобильной дороге Бобруйск-Рогачев. Застройка преимущественно деревянная, усадебного типа.